# Route départementale 32 (Guadeloupe)
Pour les articles homonymes, voir D32 et Route 32.
La route départementale 32, ou RD 32, est une route départementale en Guadeloupe de 1,6 km, qui relie La Jaille à Jarry-Houelbourg dans la commune de Baie-Mahault.

## Echangeurs
- Voie rapide échangeur RN1
- La Jaille

- Sortie vers le nord de Jarry

- sur environ 800 m